# Premio Nacional de Cinematografía
El Premio Nacional de Cinematografía de España (traduïble al català com a 'Premi Nacional de Cinematografia') és un guardó d'abast estatal atorgat pel Ministeri de Cultura d'Espanya. Fou creat el 1989 i està destinat a recompensar a tota persona destacada en l'àmbit cinematogràfic espanyol. Inicialment dotat amb 1.000.000 de pessetes, més tard foren bescanviats per un import de 30.000 euros.
L'any 2011, quatre dies abans de la concessió del guardó, s'havia configurat un jurat amb majoria masculina, per la qual cosa es va haver de suspendre segons indica la llei de paritat de sexes.

## Guardonats
| Any  | Guanyador/és                                                | Professió                                                                                          | Notes |
| ---- | ----------------------------------------------------------- | -------------------------------------------------------------------------------------------------- | --- |
| 1980 | Carlos Saura (1932-2023)                                    | Director de cinema i guionista                                                                     | Va rebre la Medalla d'Or de l'Acadèmia de Cinema en 1992. |
| 1981 | Luis García Berlanga (1921-2010)                            | Director de cinema i guionista                                                                     | |
| 1982 | Rafael Azcona (1926-2008)                                   | Guionista                                                                                          | Va rebre el Goya d'honor en 1997. |
| 1983 | Pablo González del Amo (1927-2004)                          | Muntador                                                                                           | |
| 1984 | Francisco Rabal (1926-2001)                                 | Actor                                                                                              | Va rebre la Medalla d'Or de l'Acadèmia de Cinema en 1993. |
| 1985 | Mario Camus (1935-2021)                                     | Director de cinema i guionista                                                                     | Va rebre el premi Goya d'honor en 2010. |
| 1986 | Enrique Molinero (1925-2005)                                | Tècnic de so                                                                                       | |
| 1987 | Luis Castro (1930-) Elías Querejeta (1934-2013)             | Tècnic de so, especialista en efectes sonors Productor                                             | Va rebre la Medalla d'Or de l'Acadèmia de Cinema en 1996. Va rebre la Medalla d'Or de l'Acadèmia de Cinema en 1998.                                                           |
| 1988 | Carmen Maura (1945-) Vicente Aranda (1926-2015)             | Actriu Director de cinema i guionista                                                              | Va rebre la Medalla d'Or de l'Acadèmia de Cinema en 2009. |
| 1989 | Fernando Fernán Gómez (1921-2007) José Luis Alcaine (1938-) | Actor, director de cinema i guionista Director de fotografia                                       | Va rebre la Medalla d'Or de l'Acadèmia de Cinema en 1992. Va rebre la Medalla d'Or de l'Acadèmia de Cinema en 2001. Va rebre la Medalla d'Or de l'Acadèmia de Cinema en 2011. |
| 1990 | Pedro Almodóvar (1949-) Fernando Rey (1917-1994)            | Director de cinema i guionista Actor                                                               | Va rebre la Medalla d'Or de l'Acadèmia de Cinema en 1991. |
| 1991 | Rafaela Aparicio (1906-1996) Gonzalo Suárez (1934-)         | Actriu Director de cinema i guionista                                                              | |
| 1992 | María Luisa Ponte (1918-1996) José Luis Garci (1944-)       | Actriu Director de cinema i guionista                                                              | |
| 1993 | José Luis Guarner (1937-1993) Víctor Erice (1940-)          | Crítico e historiador cinematográfico y guionista (galardón a título póstumo) Director y guionista | |
| 1994 | José María Forqué (1923-1995) Juan Mariné (1920-)           | Director de cinema, guionista i productor Director de fotografia                                   | |
| 1995 | Carmelo Gómez (1962-)                                       | Actor                                                                                              | |
| 1996 | Marisa Paredes (1946-)                                      | Actriu                                                                                             | Va ser presidenta de la Acadèmia de les Arts i les Ciències Cinematogràfiques. Va rebre el premi Goya d'honor en 2018.                                                        |
| 1997 | Enrique González Macho (1947-)                              | Productor, distribuïdor i exhibidor                                                                | Va ser president de l'Acadèmia de les Arts i les Ciències Cinematogràfiques.                                                                                                  |
| 1998 | Montxo Armendáriz (1949-)                                   | Director de cinema i guionista                                                                     | |
| 1999 | Félix Murcia (1945-)                                        | Director artístic                                                                                  | |
| 2000 | José Nieto (1942-)                                          | Compositor                                                                                         | |
| 2001 | José Luis Guerín (1960-)                                    | Director de cinema i guionista                                                                     | |
| 2002 | José Luis Borau (1929-2012)                                 | Director de cinema, productor, guionista i actor                                                   | Va rebre la Medalla d'Or de l'Acadèmia de Cinema en 2000. Va ser president de l'Acadèmia de les Arts i les Ciències Cinematogràfiques.                                        |
| 2003 | Mercè Sampietro (1947-)                                     | Actriu                                                                                             | Va ser presidenta de l'Acadèmia de les Arts i les Ciències Cinematogràfiques.                                                                                                 |
| 2004 | Javier Aguirresarobe (1949-)                                | Director de fotografia                                                                             | |
| 2005 | Manuel Gutiérrez Aragón (1942-)                             | Director de cinema i guionista                                                                     | Va rebre la Medalla d'Or de l'Acadèmia de Cinema en 2012. |
| 2006 | Joaquim Jordà (1935-2006)                                   | Director de cinema i guionista                                                                     | |
| 2007 | Alberto Iglesias (1955-)                                    | Compositor                                                                                         | |
| 2008 | Javier Bardem (1969-)                                       | Actor i productor de documentals                                                                   | |
| 2009 | Maribel Verdú (1970-)                                       | Actriu                                                                                             | Va rebre la Medalla d'Or de l'Acadèmia de Cinema en 2008. |
| 2010 | Álex de la Iglesia (1965-)                                  | Director de cinema, productor i guionista                                                          | Va ser president de l'Acadèmia de les Arts i les Ciències Cinematogràfiques.                                                                                                  |
| 2011 | Agustí Villaronga (1953-)                                   | Director de cinema, guionista i actor                                                              | |
| 2012 | Yvonne Blake (1940-2018)                                    | Dissenyadora de vestuari                                                                           | |
| 2013 | Juan Antonio Bayona (1975-)                                 | Director de cinema                                                                                 | |
| 2014 | Lola Salvador (1938-)                                       | Guionista                                                                                          | |
| 2015 | Fernando Trueba (1955-)                                     | Director de cinema, guionista i productor                                                          | Va ser president de l'Acadèmia de les Arts i les Ciències Cinematogràfiques.                                                                                                  |
| 2016 | Ángela Molina (1955-)                                       | Actriu                                                                                             | Va rebre la Medalla d'Or de l'Acadèmia de Cinema en 2013. |
| 2017 | Antonio Banderas (1960-)                                    | Actor, director de cinema i productor                                                              | Va rebre la Medalla d'Or de l'Acadèmia de Cinema en 2004. |
| 2018 | Esther García (1956-)                                       | Productora i directora de producció                                                                | |
| 2019 | Josefina Molina (1936-)                                     | Guionista, directora de cinema i TV, novel·lista i directora d'escena                              | |
| 2020 | Isabel Coixet (1960-)                                       | Directora, guionista i productora de cinema                                                        | |
| 2021 | José Sacristán (1937-)                                      | Actor de cinema, teatre i televisió                                                                | Va rebre la Medalla d'Or al Mèrit en les Belles Arts en 2001 |
| 2022 | Penélope Cruz (1974-)                                       | Actriu                                                                                             | |
| 2023 | Carla Simón (1986-)                                         | Guionista i directora de cinema                                                                    | |
| 2024 | María Zamora (1976-)                                        | Productora i distribuïdora de cinema                                                               | |